# Kiến Bình
Kiến Bình là một xã thuộc huyện Tân Thạnh, tỉnh Long An, Việt Nam.

## Địa lý
Xã Kiến Bình có diện tích 34,12 km², dân số năm 1999 là 3.483 người, mật độ dân số đạt 102 người/km².

## Hành chính
Xã Kiến Bình được chia thành 4 ấp: Bảy Mét, Cá Tôm, Đá Biên, Hai Vụ.

## Lịch sử
Ngày 18 tháng 7 năm 2019, HĐND tỉnh Long An ban hành Nghị quyết số 43/NQ-HĐND về việc sáp nhập ấp Bắc Đông vào ấp Cá Tôm.